# Кочиці
Кочиці (словен. Kočice) — поселення в общині Жетале, Подравський регіон‎, Словенія.